# Hu Die

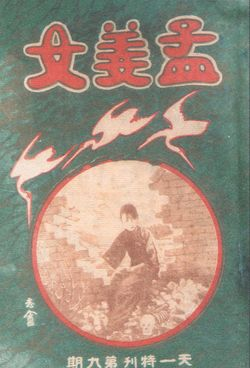
Cartell de Lady Meng Jiang (1926) en la revista de la Tianyi Film Company

En una onomàstica xinesa Hu es el cognom i Die el prenom.
Hu Die (xinès simplificat:  胡蝶) ( Shanghai 1908 - Vancouver 1989). Actriu xinesa de cinema molt popular durant els anys 20 i 30. També és coneguda pel seu nom en anglès Butterfly Wu. Alguns crítics la van comparar amb l'actriu sueca Greta Garbo.  Encara que gran part de la seva filmografia s'ha perdut, segueix sent una figura essencial en la història del cinema asiàtic.

## Biografia
Hu Die, nom artístic de Hu Ruihua  va néixer el 23 de març de 1908 a Shanghai en una família originaria de la província de Guangdong. El seu pare era inspector del ferrocarril Beijing-Fengcheng, fet que va fer que la familia viatges per diferents provincies xineses. La mobilitat de la família va facilitar que Hu aprengues tant el cantonès familiar com el xinès de Shanghai, i el mandarí. Quan tenia 8 anys, va ingressar a l'escola catòlica per a noies de Tianjin, i als 9 anys, la seva família es va traslladar a Guangzhou on va anar a l'escola i hi va  viure durant els seus anys d'adolescència. Després de graduar-se a l'escola Peidao de Guangzhou, es va traslladar a l'escola normal pública número 1 de Beijing.  El 1924, va tornar a Shanghai i es va matricular a la primera classe d'interpretació a l'Escola de Cinema de Shanghai.

#### Carrera cinematogràfica
Hu va protagonitzar 90 pel·lícules en una carrera de més de quatre dècades. El gener de 1933, va ser escollida com la "Reina del cinema" per votació dels lectors del "Star Daily" de Shanghai  amb 21.334 vots, per sobre de Ruan Lingyu, una de les altres estrelles del moment. De Hu s'ha valorat especialment el seu talent per interpretar papers de característiques molt diverses, inclosos professores, prostitutes, minyones, dones riques, pageses, ballarines, celebritats i obrers.
Hu Die va ser sovint acreditada com "Butterfly Wu". (El nom que va adoptar per a la pantalla --Hu Die 胡蝶--era un homònim de 蝴蝶 la paraula xinesa per a "papallona", però substituint el seu cognom de naixement "Hu" pel primer caràcter).

##### Primers anys
Durant els seus primer anys no va tenir una situació estable i va canviar freqüentment de productora. El 1925, va ser convidada a participar com actriu secundària en el rodatge de la pel·lícula 戰功  dirigida per Xu Xinfu i protagonitzada per Zhang Zhiyun i Wang Yuanlong i a partir d'aquest rodatge va començar la seva carrera. El mateix any va  entrar a la productora  Youlian Film Company on va protagonitzar la seva primera pel·lícula  秋扇怨 dirigida per Chang Hang -yin. El 1926 va entrar a la Tianyi Film Company on va rodar pel·lícules com la pel·lícula romàntica "Butterfly Lovers" i el drama 珍珠塔 (The Pearl Pagoda).

##### Estudi Mingxing
El 1928 es va incorporar a la Mingxing Film Company, on el seu primer film va ser " White Cloud Tower", coprotagonitzada amb Ruan Lingyu; desprès entre d'altres, entre el 1928 i 1930 va participar en la sèrie de films d'arts marcials sota el títol de 燒紅蓮寺第 (The Burning of Red Lotus Temple) produïda el 1928 , va ser un èxit de taquilla tant gran que la companyia cinematogràfica va produir 17 seqüeles en els dos anys següents. Hu va obtenir una gran popularitat, malgrat que alguns crítics van considerar que aquests tipus de pel·lícules  tenien una mala influència en els nens per distreure'ls de les seves tasques escolars.
Quan Hu va signar amb la Mingxing, va rebre un sou mensual de 2.000 iuans a més de la remuneració per cada pel·lícula, mentre que el salari mitjà d'un treballador del moment  era de 20 iuans.

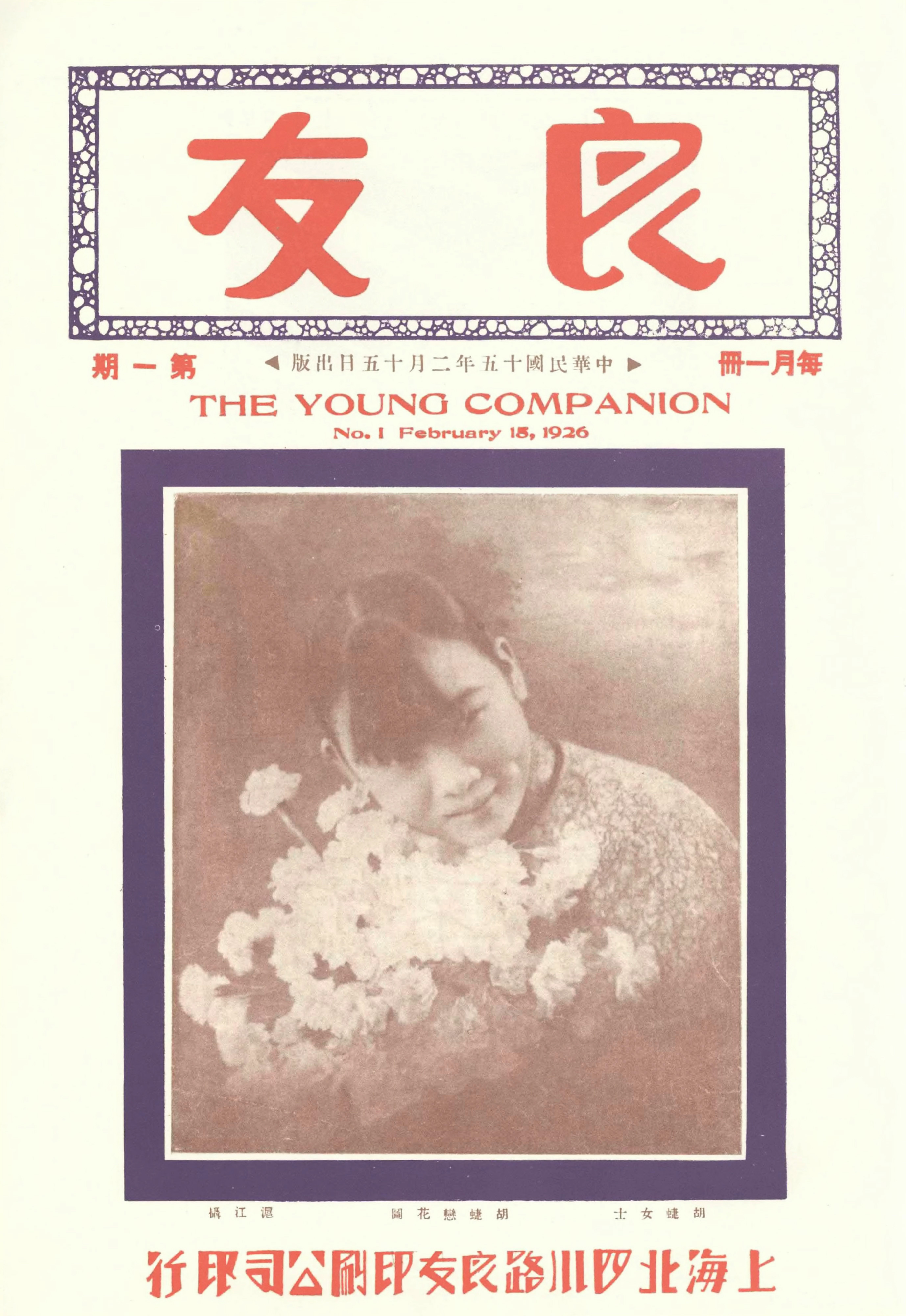
Hu Die en la portada de la revista The Young Companion, 1926

El 1931 va  ser escollida per protagonitzar el primer film sonor del cinema xinès: 歌女红牡丹  (Sing-Song Girl Red Peony) dirigida per Zhang Shichuan,. Es va estrenar al Shanghai Shin Kong Grand Theatre. En comparació amb les seves companyes estrelles de cinema mut, la majoria dels quals eren del sud de la Xina i tenien problemes per parlar mandarí, Hu va fer la transició del cinema mut al sonor amb facilitat.
Twin Sisters (姊妹花) dirigida per Zheng Zhengqiu del 1934 va representar un pas important en la seva carrera, especialment pel fet que Hu va interpretar un doble paper, el de les bessones Da Bao i Er Bao. La pel·lícula va batre el rècord d'ocupació cinematogràfica de pel·lícules als anys trenta. Va representar a la Xina al Festival Internacional de Cinema de Moscou de l'any1935. Més tard, va se projectada amb èxit al Japó, al sud-est asiàtic i a Europa occidental.

##### Hong Kong
Després de la segona guerra sino-japonesa, una part important de la indústria cinematogràfica de Shanghai va tralladar-se a Hong Kong. Hu i el seu marit Pan Yousheng també es van instal·lar durant un temps allà i ella hi va rodar films com 春之梦 (A Dream from Spring) i 某夫人 (Madame X).El 1959, va tornar a la indústria cinematogràfica després d'una absència de 10 anys i va filmar diverses per a Shaw Brothers. El 1960, va protagonitzar la pel·lícula  "The Wandering Child" amb Xiao Fangfang, Chen Yanyan i (My Daughter, My Daughter)  兩代女性,  amb Ding Ling, Hung Bo i Tan Ying . També va rodar 街童 (Street Child) amb David Jiang, Yang Zhiqing i Yan Huizhu. El mateix any, va guanyar el premi a la millor actriu al 7è Festival de cinema asiàtic pel seu paper de "Mrs. Xu" a la pel·lícula 后门 (Rear Entrance).
El 1966, als 58 anys, es va acomiadar completament de la seva carrera cinematogràfica després de filmar  塔裡的女人 (The Woman in the Tower).
El 1975 va emigrar amb la seva família al Canadà, on va passar la resta de la seva vida i finalment va morir a Vancouver el 23 d'abril de 1989.

## Filmografia destacada
| Any  | Títol xinès | Títol anglès                |
| ---- | ----------- | --------------------------- |
| 1925 | 戰功        | Amid the Rattle of Musketry |
| 1925 | 秋扇怨      | Complaints                  |
| 1926 | 夫妻之秘密  | A Couple’s Secrets          |
| 1926 | 电影女明星  | Movie Actresses             |
| 1926 | 珍珠塔      | The Pearl Pagoda            |
| 1926 | 女律师      | The Woman Lawyer            |
| 1927 | 铁扇公主    | Princess Iron Fan           |
| 1927 | 女律师      | The Woman Lawyer            |
| 1928 | 女侦探      | The Girl Detective          |
| 1928 | 富人的生活  | The Life of the Rich)       |
| 1929 | 愛人的血    | Blood of the Lovers         |
| 1929 | 爸爸爱妈妈  | Papa Loves Mama             |
| 1931 | 歌女红牡丹  | Sing-Song Girl Red Peony    |
| 1933 | 脂粉市场    | Cosmetics of Market         |
| 1933 | 狂流        | Class Crazy                 |
| 1934 | 姊妹花      | Twin Sisters                |
| 1935 | 夜来香      | The Night Is Fragrant       |
| 1935 | 劫后桃花    | Down-Trodden Peach Blossom  |
| 1936 | 女权        | Rights for Women            |
| 1938 | 胭脂泪      | Rouge Tears                 |
| 1940 | 绝代佳人    | The Perfect Beauty          |
| 1947 | 某夫人      | Madame X                    |
| 1949 | 锦绣天堂    | Heavenly Souls              |
| 1959 | 后门        | Rear Entrance               |
| 1960 | 苦儿救祖记  | Nobody's Child              |
| 1960 | 两代女性    | My Daughter, My Daughter    |
| 1960 | 街童        | Street Boys                 |
| 1960 | 孝道        | Filial Piety                |
| 1961 | 万里寻亲记  | The Search of Loved One     |
| 1966 | 明月几时圆  | When Dreams Come True       |
| 1967 | 塔里的女人  | Lady in the Tower           |